# Podryw (film 1997)
Podryw (ang. Booty Call) – amerykański film komediowy z 1997 roku.

## Fabuła[1]
Akcja toczy się w USA w środowisku Afroamerykanów. Rushon od siedmiu tygodni chodzi z piękną Nikki. Niestety dziewczyna zwleka z pójściem z nim do łóżka. By ją przekonać do siebie, Rushon postanawia zorganizować wystawną kolację w restauracji. Zaprasza na nią swojego przyjaciela, Bunza, a Nikki swoją przyjaciółkę, Lysterine. W trakcie imprezy Nikki daje się przekonać, jednak wymaga od partnera odpowiedniego zabezpieczenia. Z kolei jej bezpruderyjna przyjaciółka Lysterine zgadza się na stosunek, z Bunzem, ale stawia podobne żądanie. Obaj koledzy w poszukiwaniu środków antykoncepcyjnych trafiają do wyjątkowo nieprzyjemnej okolicy.

## Obsada
- Jamie Foxx - Bunz
- Tommy Davidson - Rushon Askins
- Vivica A. Fox - Lysterine
- Tamala Jones - Nikki
- Amy Monique Waddell - Arguing Woman
- Art Malik - Akmed
- Bernie Mac - Judge Peabody
- David Hemblen - Dr. Blade
- Amanda Tapping - Dr. Moore
- Gedde Watanabe - Chan
- Karen Robinson - Admitting Nurse
- Ric Young - Mr. Chiu
- Scott LaRose - Singh